# Микроцефалия
Микроцефа́лия (от  μικρός — маленький и κεφαλή — голова) — значительное уменьшение размеров черепа и, соответственно, головного мозга при нормальных размерах других частей тела. Микроцефалия сопровождается умственной недостаточностью — от нерезко выраженной имбецильности до идиотии. Встречается редко, в среднем в 1 случае на 6—8 тысяч рождений.

## Причины микроцефалии
Причинами микроцефалии могут быть различные факторы: радиация, инфекции, лекарства, генетические нарушения и др. Одной из причин возникновения врождённой микроцефалии могут быть внутриутробные инфекции — такие как краснуха, цитомегаловирус, токсоплазмоз, лихорадка Денге, возможно лихорадка Зика и др. Микроцефалия характерна для таких синдромов, как:
- трисомия по 18 хромосоме (синдром Эдвардса);
- трисомия по 13 хромосоме (синдром Патау);
- трисомия по 21 хромосоме (синдром Дауна);
- синдром кошачьего крика;
- синдром лиссэнцефалии Миллера — Дикера;
- синдром Прадера-Вилли и др.;
- фетальный алкогольный синдром;
- Недостаточность дигидроптеридинредуктазы - микроцефалия отмечается у 25% пациентов.
- Недостаточность 5,10-метенилтетрагидрофолатсинтетазы

## Лечение
Как такового специального лечения микроцефалии не существует. Лечение направлено на снятие возникающих симптомов, то есть является симптоматическим.

## Известные личности
- Шлитци — актёр цирка
- Аззо Бассоу
- Битлджус — американский артист, актер